# Feed Back
Feed Back (ca. 1980-81) var et dansk punkband, der bl.a. spillede til den stort anlagte punk-koncert Concerto de Nobrainos insanos i Saltlageret den 22. december 1980 – en koncert der var en opfølger til den legendariske Concert Of The Moment året før.
Herudover spillede Feed Back bl.a. i Rockmaskinen den 21.6.1980 sammen med bl.a. City-X, og igen den 13.12.1980 sammen med bl.a. debuterende UCR og Art in Disorder, samt til en koncert igen i Rockmaskinen den 31.1.1981, sammen med bl.a. No Knox, Before og Tee Vee Pop.